# Вахитов, Рустем Ринатович
Рустем Ринатович Вахитов (род. 16 октября 1970, Уфа) — российский ученый-философ и публицист; евразиец. Кандидат философских наук, доцент Башкирского государственного университета и Уфимского государственного нефтяного технического университета, старший научный сотрудник отдела этнополитологии Института гуманитарных исследований при Академии наук Республики Башкортостан. 
Журналист, член редколлегии газеты «Советская Россия». Философ и публицист в области проблем образования.
Лауреат премии газеты «Советская Россия» «Слово к народу» (2002), ряда премий журнала «Бельские просторы» (Уфа) в номинации «Публицистика». 
Член Союза писателей России и Союза писателей Башкортостана (с 2012).

## Биография
Закончил СШ № 90 г. Уфы (1978—1988), физический факультет Башкирского государственного университета (1988—1993), аспирантуру кафедры философии того же университета по специальности «Диалектика и теория познания» (1993—1996, научный руководитель — д. филос. н, проф. Б. С. Галимов). В 1996 году защитил диссертацию на тему «Философский анализ становления классической науки» на соискание ученой степени кандидата философских наук. В 1999—2002 гг. учился в докторантуре при кафедре философии факультета философии человека Российского государственного педагогического университета им. А. И. Герцена (Санкт-Петербург) (научный консультант — д. филос. н, проф. А. А. Грякалов).
С 1993 года преподает в Башкирском государственном университете (с 1997 г. на кафедре философии, с 2000 года на факультете философии и социологии, работал там на кафедре философии и методологии науки, ныне трудится на кафедре философии и политологии). Читает курсы «Философия античности и европейского средневековья», «Классическое евразийство», «Структурализм в науке и философии», «Философия университетского образования», «Философия», «История философии».
Область научных интересов — философия и социология высшего образования, евразийствоведение, философия платонизма, философия А. Ф. Лосева, советский марксизм, нациеведение, исследования советской цивилизации, теория сословности. 
Автор концепции «этносословий».
Исследователь творчества К. Аксакова, также занимался Л. П. Карсавиным.
Преподаватель Центра политической учебы при ЦК КПРФ. Его вклад для КПРФ отмечал её лидер Зюганов Геннадий Андреевич в своем докладе «Актуальные вопросы совершенствования идейно-теоретической работы партии».
В 2017 году входит в состав Юбилейного комитета по подготовке к празднованию 100-летия Великой Октябрьской социалистической революции при ЦК КПРФ. В 2000-х годах создал и редактировал сайт «Красная Евразия. Издание левых евразийцев», автор манифеста «Утверждение левых евразийцев (формулировка 2003 года)».
С середины 90-х участник интеллектуальных проектов — соредактор литературного альманаха «КоРифей» (1997), редактор альманаха на страницах газеты «Истоки» "Евразийский проект (с 2000 по 2002 год вышло 11 номеров). С 2000 года — заместитель главного редактора журнала Башкирского отделения Российского философского общества «Философская мысль», руководитель междисциплинарного «Евразийского семинара» и Уфимского религиозно-философского общества им. А. Ф. Лосева.
Был участником ряда традиционалистских международных изданий: «Волшебная гора» (Москва), «Интертрадиционал» (Копенгаген), «Север» (Минск).
Как политический публицист выступал в газетах «Советская Россия», «Литературная газета», «Красная звезда», «Истоки» (Уфа), журналах «Юность», «Отечественные записки», «Бельские просторы» (Уфа).
Постоянный автор журнала «Геополитика», входит в экспертный совет этого международного аналитического журнала.
В Интернете публиковался на сайтах «Интернет против телеэкрана», альманах «Восток», «СОНАР-2050», «Имхоклуб», «Центр Льва Гумилева», «Евразийское движение Российской Федерации», «Русская идея. Сайт консервативной политической мысли», «Русская народная линия», «Сайт традиционалистов Башкортостана», «Геополитика», «Новый социализм. XXI век», в «Интернет-газете РБ».
Пишет стихи, прозу, эссе. Стихи и проза публиковались в уфимских газетах и журналах («Вечерняя Уфа», «Ленинец», «Истоки», «Бельские просторы»), и в центральных изданиях («Юность», «Арион»).
Принимает участие в проекте «Пространство книги», организованном библиотекой им. Ахмет-Заки Валиди.
Член редакционного совета журнала «Гипертекст».
Высоко отзывался о Вахитове Владимир Сергеевич Бушин, называвший его замечательным публицистом.
Живёт в г. Уфе. Женат, воспитывает сына. 
Автор четырех научных монографий и около 200 научных статей в российских и зарубежных изданиях (в том числе в Республике Казахстан, Республике Сербия, США).
Публиковался также в журналах "Логос", Вопросы философии, "Христианское чтение", "Фома", «Платоновские исследования», "Социологическом журнале".

## Работы
Научные монографии
- Вахитов Р.Р. Судьбы университета в России: имперский, советский и постсоветский раздаточный мультиинститут». М.: Страна Оз, 2014.  276 с.[47] (Рецензия)
- Вахитов Р.Р. Диалектика тоталитаризма. Опыт исследования тоталитаризма с точки зрения социальной философии платонизма. Уфа: Башкирская энциклопедия, Гилем, 2014.  120 с.
- Социокультурные аспекты модернизационных процессов в Республике Башкортостан / А.М.Буранчин, Р.Р.Вахитов, И.В.Демичев; Акад. наук Республики Башкортостан, Ин-т гуманитарных исследований РБ.- Уфа : [Дизайн-Пресс], 2014.- 239 с. 978-5-906165-47-3 (Рецензия)
- Вахитов Р. Р. Возвращение человека. Н. А. Грякалов. Жребии человеческого. Очерк тотальной антропологии. — СПб.: Дмитрий Буланин, 2015
- «Национальный вопрос в сословном обществе: этносословия современной России: сборник статей». М.: Страна Оз, 2016. (Рецензии: Артем Соловьев, А.М. Буранчин, Ю.В. Пущаев)

Учебное пособие
- «История философии». Уфа. Издательство БашГУ, 2018.

Лекции
- Марксистско-ленинская философия в адогматическом изложении // Лекции для слушателей Центра политической учебы при ЦК КПРФ.

Публицистика
- Евразийская стать России. — Уфа: Китап, 2009. — ISBN 978-5-295-04932-3.
- Революция, которая спасла Россию / Рустем Вахитов. — Москва : Алгоритм, 2017. — 224 с. — (Революция и мы). ISBN 978-5-906880-61-1.
- Евразийство: Логос. Эйдос. Символ. Миф — Санкт-Петербург: Владимир Даль, 2023. — ISBN 978-5-93615-339-6